# Кристиян Китов
Кристиян Китов е бивш български футболист, полузащитник.

## Кариера
Роден е на 14 октомври 1996 г. в София. Започва да играе футбол като юноша в ЦСКА (София).

### „Лудогорец"
Дебютира за „Лудогорец" в А ПФГ на 18 май 2014 г. с гол в срещата от последния тридесет и осми кръг между „Лудогорец" и Черно море (Варна) 3-1, като влиза като резерва и отбелязва третият гол в 88-а минута .

## Успехи

### „Лудогорец"
- Шампион на България: 2013-14, 2016-17
- Носител на купата на България: 2013-14
- Носител на суперкупата на България: 2014